# Szerhij Petrovics Danilcsenko
Szerhij Petrovics Danilcsenko (ukránul: Сергій Петрович Данильченко, oroszul: Сергей Петрович Данильченко [Szergej Petrovics Danyilcsenko]; Harkov, 1974. április 27. –) Európa-bajnok ukrán ökölvívó.

## Amatőr eredményei
- 1998-ban Európa-bajnok harmatsúlyban.
- 2000-ben olimpiai bronzérmes  harmatsúlyban. Az elődöntőben az orosz Raimkul Malahbekovtól szenvedett vereséget.
- 2001-ben  bronzérmes a világbajnokságon harmatsúlyban.

## Profi karrierje
Egyetlen profi meccset vívott, amit megnyert, majd visszavonult.